# Quyền kỹ thuật số
Quyền kỹ thuật số là quyền con người và quyền pháp lý cho phép các cá nhân truy cập, sử dụng, tạo ra và xuất bản các ấn phẩm bằng phương tiện kỹ thuật số, hoặc truy cập, sử dụng máy tính, các thiết bị điện tử và mạng viễn thông. Khái niệm này có phần liên quan đến việc bảo vệ và thực hiện các quyền hiện có, chẳng hạn như quyền riêng tư và quyền tự do ngôn luận, trong bối cảnh công nghệ kỹ thuật số phát triển, đặc biệt là Internet như hiện nay. Luật pháp của một số quốc gia công nhận quyền truy cập Internet.

## Quyền con người và Internet
Một số quyền con người đã được xác định là có mối liên hệ với Internet. Chúng bao gồm tự do ngôn luận, quyền bảo vệ dữ liệu cá nhân, quyền riêng tư và tự do hiệp hội. Bên cạnh đó, quyền giáo dục và đa ngôn ngữ, quyền của người tiêu dùng và được nâng cao năng lực trong bối cảnh quyền phát triển cũng được tính đến. 
 Internet là hàng hóa công cộng toàn cầu nên được truy cập cho tất cả mọi người và tôn trọng các quyền của người khác, một tạp chí Jesuit có ảnh hưởng cho biết.

 Với các chế độ đàn áp hạn chế quyền truy cập vào thông tin và truyền thông, các chính phủ dân chủ nên làm việc để đảm bảo quyền truy cập Internet và áp dụng các nguyên tắc chung để đảm bảo sử dụng mạng tôn trọng quyền con người phổ quát, một bài xã luận của La Civilta Cattolica, một tạp chí Dòng Tên được Vatican xem xét trước khi xuất bản.
"Những gì luật pháp cho phép hoặc cấm ngoại tuyến cũng phải là trường hợp trực tuyến", biên tập phát hành ngày 17 tháng 11.
"Chỉ có sự đồng thuận quốc tế rộng rãi" về tài liệu trực tuyến bị kiểm duyệt liên quan đến nội dung khiêu dâm trẻ em và khủng bố mạng, bài báo viết.

 Tạp chí Jesuit nói rằng với những cá nhân lạm dụng quyền tự do ngôn luận, với các công ty có khả năng khai thác người dùng máy tính để kiếm lợi nhuận và chế độ đàn áp ngăn chặn thông tin từ công dân của họ, thế giới cần có "Hiến chương Nhân quyền cho Internet".
 Tổ chức Electronic Frontier Foundation đã chỉ trích chính phủ Hoa Kỳ đã xem xét trong quá trình thu giữ Megaupload rằng mọi người mất quyền sở hữu bằng cách lưu trữ dữ liệu trên một dịch vụ điện toán đám mây.

## Các nhóm vận động quyền kỹ thuật số
- Quỹ Phần mềm Tự do